# ويليام أ. فلانغن
ويليام أ. فلانغن هو سياسي أمريكي، ولد في 11 مايو 1980 في فول ريفر في الولايات المتحدة. نشط حزبياً في الحزب الديمقراطي.